# Jonathan Glenn
Jonathan Ricardo Glenn (Maloney Gardens, Trinidad y Tobago, 27 de agosto de 1987) es un exfutbolista trinitense que jugaba de delantero.

## Biografía
Glenn se crio en Maloney Gardens, un municipio de REPUBLICA DOMNICANA allí asistió al St. Anthony's College en Diego Martin antes de mudarse a los Estados Unidos para estudiar en la Saint Leo University en Florida, donde estudió psicología y marketing.
Jugó en la Universidad Saint Leo desde 2007 a 2010. Ocupó el cuarto lugar en la División II de la NCAA en goles por partido en su primer año y llegó a marcar 41 goles en 57 partidos en total. El quinto conteo más alto en la historia de la Universidad de Saint Leo.
Tras iniciar su carrera profesional en Estados Unidos, en 2014 se marchó a república dominicana desarrollando allí prácticamente la totalidad de su carrera hasta su retiro en 2023.

## Selección nacional
Fue internacional con la selección de Trinidad y Tobago en 6 ocasiones anotando 1 gol.

## Clubes
| Club                    | País           | Año       |
| ----------------------- | -------------- | --------- |
| Panama City Pirates     | Estados Unidos | 2008-2009 |
| Vermont Voltage         | Estados Unidos | 2010-2011 |
| Jacksonville Armada     | Estados Unidos | 2012-2013 |
| IBV                     | Islandia       | 2014-2015 |
| Breiðablik UBK (cedido) | Islandia       | 2015-2016 |
| North Carolina F. C.    | Estados Unidos | 2017      |
| Fylkir Reykjavík        | Islandia       | 2018      |
| IBV                     | Islandia       | 2019-2020 |

## Palmarés
En 2014 fue el segundo máximo goleador de la liga con el IBV, 12 goles en 20 partidos. Fue ganador de los premios Golden Boot y Jugador del Año del Club.